# Franc Perko
Franc Perko (* 19. November 1929 in Krka, Slowenien; † 20. Februar 2008 in Ljubljana, Slowenien) war ein slowenischer Geistlicher und von 1986 bis 2001 römisch-katholischer Erzbischof von Belgrad.

## Leben
Franc Perko empfing am 29. Juni 1953 die Priesterweihe. Am 16. Dezember 1986 wurde er von Papst Johannes Paul II. zum Erzbischof von Belgrad ernannt. Die Bischofsweihe spendete ihm Johannes Paul II. selbst am 6. Januar 1987. Mitkonsekratoren waren Eduardo Martínez Somalo, Kurienerzbischof im Staatssekretariat des Heiligen Stuhls, und José Tomás Sánchez, Sekretär der Kongregation für die Evangelisierung der Völker.
Am 31. März 2001 nahm Papst Johannes Paul II. seinen vorzeitigen Rücktritt an; sein Nachfolger als Erzbischof wurde Stanislav Hočevar.
Perko wurde als Meinungsführer bei dem Zerfall Jugoslawiens, dem Bosnien-Krieg (1992) und der Kosovo-Krise (1999) bekannt.